# فرانك كارزويل (لاعب كرة قاعدة)
فرانك كارزويل (بالإنجليزية: Frank Carswell)‏ هو لاعب كرة قاعدة أمريكي، ولد في 6 نوفمبر 1919 في فلسطين في الولايات المتحدة، وتوفي في 16 أكتوبر 1998 في هيوستن في الولايات المتحدة.

## وصلات خارجية
- فرانك كارزويل (لاعب كرة قاعدة) على موقعبيزبول رفرنس.كوم (الدوري الرئيسي) (الإنجليزية)
- فرانك كارزويل (لاعب كرة قاعدة) على موقعبيزبول رفرنس.كوم (الدوري الثانوي) (الإنجليزية)